# Storhamar IL
Storhamar IL, Storhamar Idrettslag, bildad 1935 som Storhamar AIL, är en idrottsförening i Hamar i Norge. Den 18 mars 1957 togs ishockey officiellt upp på programmet, representationslaget i ishockey för herrar heter Storhamar Dragons och blev Norgemästare första gången 1995.

## Idrotter
- Fotboll
- Handboll
- Ishockey (från 1957)
- Konståkning (från 1978)